# Carla's Dreams
Carla's Dreams est un projet musical moldave qui a débuté en 2012. C'est un groupe de chanteurs et compositeurs anonymes, qui chantent en roumain, en russe et anglais. Lors des concerts, le chanteur du groupe, afin de cacher son identité, porte une capuche et des lunettes de soleil, ainsi son visage est masqué.
Créé à Chișinău, Carla's Dreams combine plusieurs styles musicaux, y compris le hip-hop, le jazz, le rock et la pop. La première chanson produite par Carla's Dreams était Dă-te (Dégage). Carla's Dreams a été lancé en Roumanie en 2013, avec Inna la chanson P.O.H.U.I. Plus tard le groupe a chanté avec Loredana Lumea ta (Votre Monde), et en 2015 avec Delia pour la chanson Cum ne noi (Comment Nous Avons).
En 2016, alors que leur prochain album NGOC est en préparation, le groupe produit plusieurs chansons qui connaissent un grand succès, telles que Sub Pielea Mea (Sous ma peau), Acele (« Aiguilles » ou « celles »), Unde (Où), Imperfect (Imparfait) ou encore une chanson en russe Треугольники (Triangles). Carla's Dreams s'exporte du même coup et commence à être populaire en dehors des frontières moldaves, en Roumanie, Ukraine et Russie notamment (où le single Sub Pielea Mea reste en tête du classement du Top Hit 100 de juin à septembre 2016). Le 5 septembre 2016, Carla's Dreams a inauguré la saison des concerts dans le stade du Zimbru, à Chisinau, en se produisant devant 10 000 personnes. Le 6 septembre 2016, Carla's Dreams publie la chanson Imperfect accompagnée du clip sur leur chaîne Youtube, déclenchant un succès immédiat, et un record pour eux, puisque la vidéo a été visionnée un million de fois en 24 heures, et deux millions en 48 heures.

## Discographie

### Albums
- 2012: Hobson's Choice
- 2014: DA. NU. NA.
- 2016: NGOC

### Chansons
- Raslabon
- Жить Выбираем (« Nous choisissons De Vivre », feat. DARA )
- Inima (« Le Cœur »)
- Искусство любви... (« L'Art de l'Amour... »)
- Летать (« Vol »)
- Стена... (« Le Mur... »)
- Крутится Земля (« La Terre Tourne »)
- Если бы... (« Si... »)
- На перекрёстках (« À la Croisée des chemins »)
- My Girl
- Născut în Moldova (« Née en Moldavie »)
- Cântec de leagăn (« Berceuse »)
- Влюблены (« les Amoureux », feat. DARA)
- Hobson's Choice
- Mama (« Maman »)
- Tata (« Papa »)
- Dă-ti-n chizda mă-tii (« Aller dans la Chatte de Votre Mère »)
- Pentru cei ce pot (« Pour Ceux Qui Peuvent »)
- Красными красками (« Dans le Rouge »)
- Scrisoare fratelui mai mic (« Lettre Pour Petit Frère »)
- P. O. H. U. I. (feat. INNA)
- Funeral Face
- Lumea ta (« Votre Monde », feat. Loredana)
- Tempus fugit
- Wednesday
- С высоты (« Hauteur »)
- Farewell
- Tempus fugit 2
- Numai tu (« Seulement »)
- Ești altfel (« Tu es Différent »)
- Atât de liberi (« Libre »)
- Нелюбимая (« Mal-Aimé »)
- Rățușca (« Le Petit Canard »)
- Mai stai (« Stay »)
- Fie ce-o fi (« Ce qui Peut Arriver », feat. Dara, INNA & Antonia)
- Rachete (« Fusées »)
- Cum ne noi (« Comment Nous Avons », feat. Delia)
- Da, mamă (« Oui, Maman », feat. Delia)
- Tempus fugit 3
- Zarplata (#Ci-ta-na-na-na)
- Te rog (« S'il Te Plaît », invité au chant par INNA)
- Sub pielea mea (« Sous Ma Peau »)
- Aripile (« Les Ailes »)
- Acele (« Aiguilles »)
- Unde (« Où? »)
- Треугольники (« Triangles »)
- Imperfect (« Imparfait »)